# Sellessen

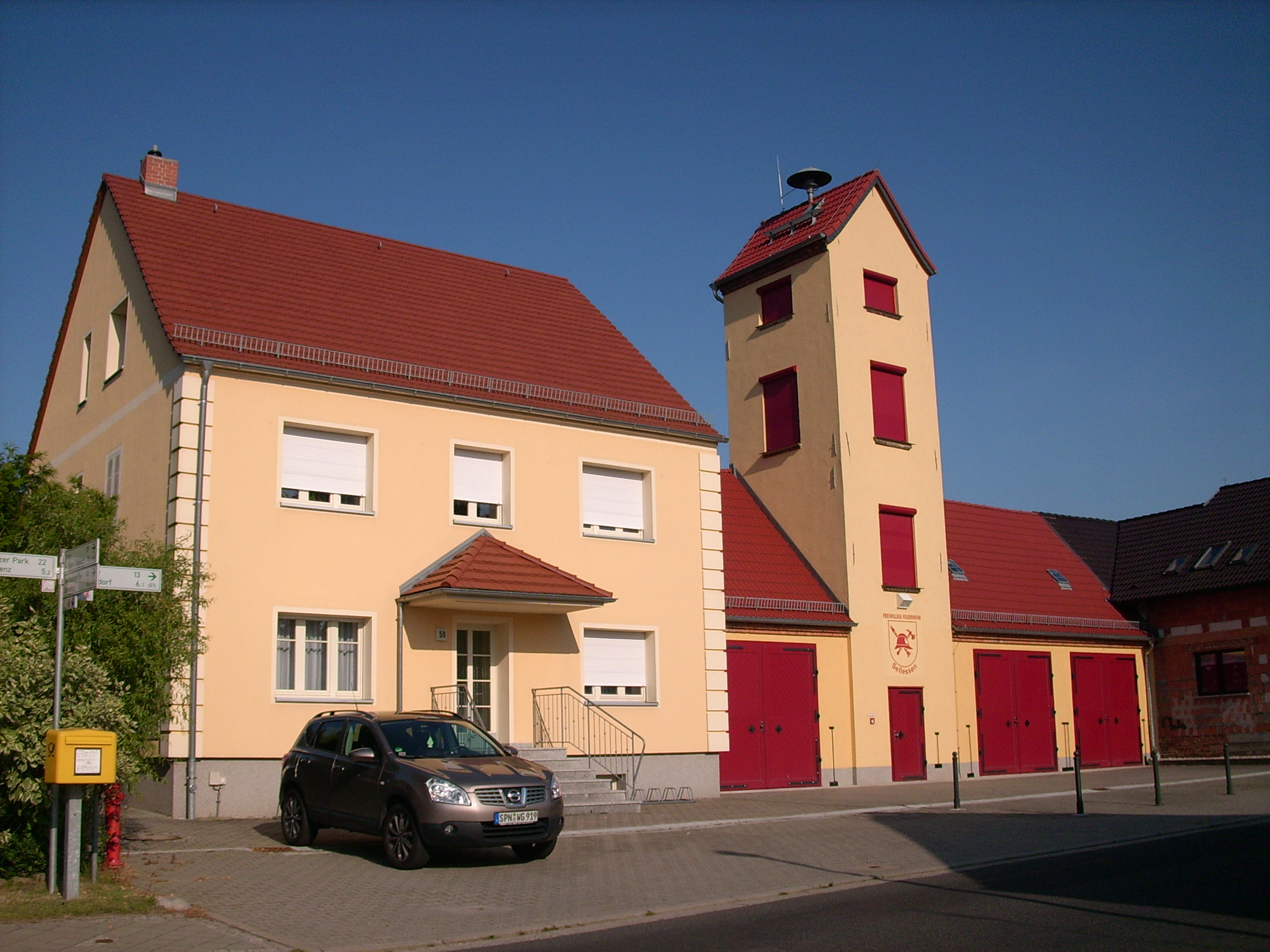
Feuerwehrhaus in Sellessen

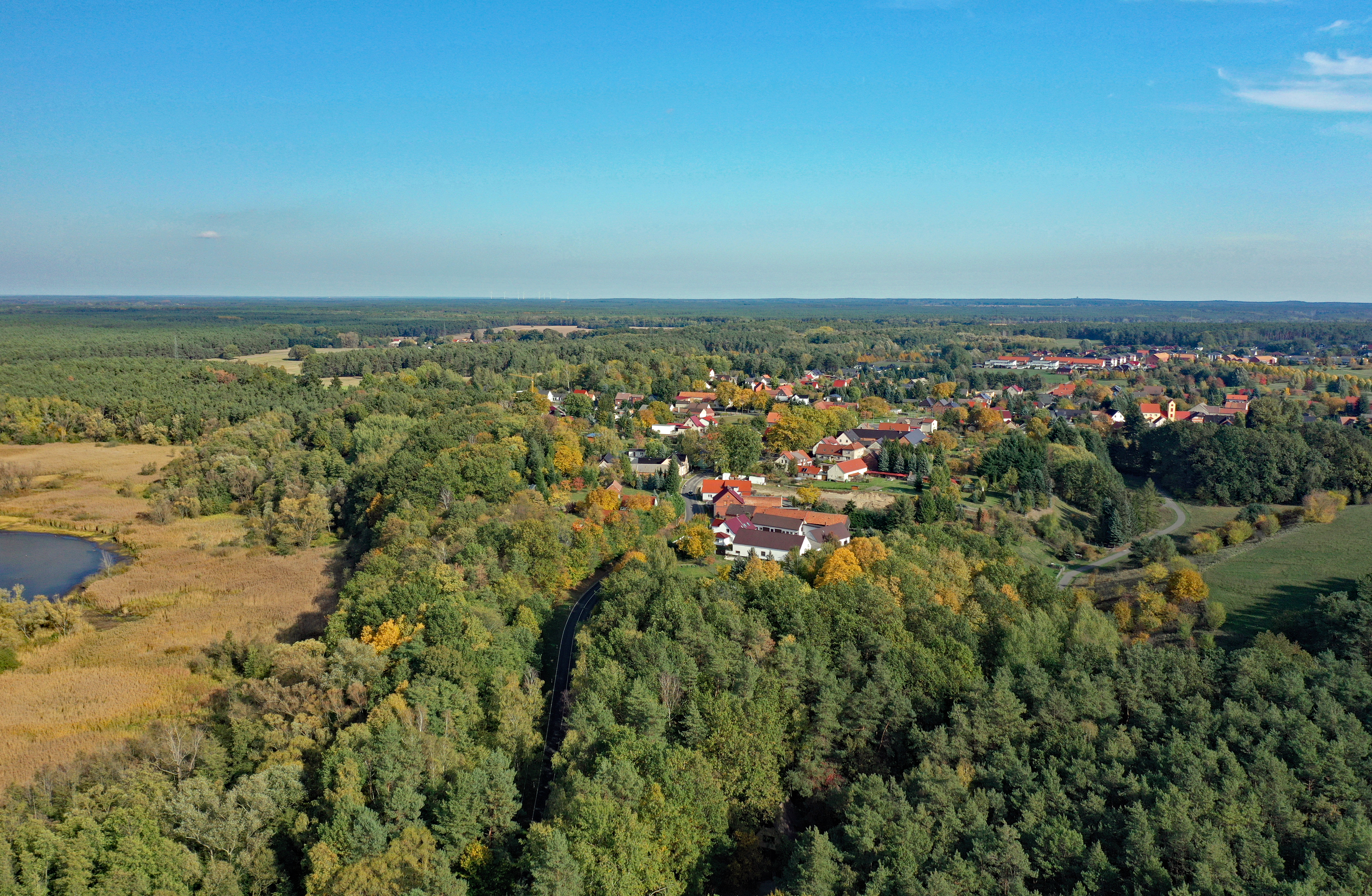
Luftbild

Sellessen, niedersorbisch Zelezna (dialektal auch Železna), ist ein Ortsteil der brandenburgischen Stadt Spremberg im Landkreis Spree-Neiße im Süden der Niederlausitz.

## Geographie
Sellessen liegt etwa 5 km nördlich der Stadt Spremberg. Der Ort setzt sich aus den drei Ortsteilen Sellessen, Muckrow und Bühlow zusammen. Im Ortsgebiet Sellessen befindet sich der ebenfalls zur Stadt Spremberg gehörende selbständige Ortsteil Haidemühl. Dieser war auf Grund des fortschreitenden Tagebaus Welzow-Süd, offiziell zum 1. Januar 2006 hier her umgesiedelt worden. Aus mehreren Alternativen hatte sich die Mehrheit der Haidemühler Bevölkerung für den Standort in Sellessen entschieden. Am 26. Oktober 1999 beschloss die Gemeindevertretung Haidemühl daher, sich in Sellessen wieder anzusiedeln. Haidemühl wird ganz vom Ortsteil Sellessen umschlossen.
Sellessen liegt westlich des Muskauer Faltenbogens und wird verkehrstechnisch durch die Landstraßen 47 und 52 erschlossen. Die Bundesstraße 97 befindet sich nur 500 m vom Ortsteil Bühlow entfernt, die in nördliche Richtung in das 20 km entfernte Cottbus und in südliche Richtung in das 4 km entfernte Spremberg führt.
Umgebende Ortschaften sind Groß Luja im Osten, Weskow und das Stadtgebiet Spremberg im Süden. Westlich grenzt Sellessen an die devastierten Ortsteile Groß Buckow und Klein Buckow. Im Norden an die Gemeinde Neuhausen/Spree.

## Geschichte
Sellessen liegt im sorbisch/wendischen Siedlungsgebiet und heißt auf Niedersorbisch Zelezna, von Zelezo für „Eisen“.
Die urkundliche Ersterwähnung von Sellessen geht auf das Jahr 1350 als Ort mit dem Namen Selesne zurück. Erste Siedlungsspuren sind aber bereits um 200 n. Chr., wo die Verhüttung von Raseneisenerzes betrieben wurde, nachweisbar. Haupterwerbszweig der Bevölkerung war bis zur Industriellen Revolution die Landwirtschaft. Mit der einsetzenden Industrialisierung konnte dann aber auch in den nahen Gruben, den Tuch- und anderen Fabriken in Spremberg der Lebensunterhalt verdient werden. 1873 richtete ein Großfeuer erhebliche Schäden im Ort an. Bühlow, welches 1572 als Belo erstmals erwähnt wurde, war in den Jahren 1897 und 1899 von Hochwasser und Überschwemmungen betroffen.
Im Oktober 1938 wurde die bis dahin selbständige Gemeinde Muckrow nach Sellessen eingemeindet. Muckrow war erstmals im Jahr 1527 als Mokraw erwähnt worden. Das Ende des Zweiten Weltkrieges kam für Sellessen am 20. April 1945 mit dem Einmarsch der Truppen der 1. Ukrainischen Front. In den Jahren 1958 bis 1965 wurde nördlich von Sellessen die Talsperre Spremberg errichtet, deren primäre Aufgabe heute der Hochwasserschutz ist. Im Juni 1973 wurde das bis dahin selbstständige Bühlow per Kreistagsbeschluss nach Sellessen eingemeindet. Ab Mai 1992 gehörte Sellessen zum Amt Hornow/Simmersdorf.
Am 27. September 1998 wurde Sellessen per Bürgerentscheid in die Stadt Spremberg als Ortsteil eingemeindet.

## Infrastruktur und Sehenswürdigkeiten
Sellessen hat trotz seines dörflichen Charakters, besonders nach der politischen Wende 1989, größere Industrieansiedlungen zu verzeichnen. Dabei ist besonders das im Jahr 2006 entstandene Biomasseheizkraftwerk der Gesellschaft für Montan- und Bautechnik mbH, einem Tochterunternehmen der LEAG, zu nennen. Weiterhin befinden sich im nach 1990 gebauten Gewerbegebiet neben unterschiedlichen Handwerksbetrieben eine Außenstelle für Kfz-Zulassung des Landkreises Spree-Neiße.
Zu den Sehenswürdigkeiten zählt heute besonders auch der Ort Haidemühl, der in seiner Gesamtheit als Beispiel für eine erfolgreiche Umsiedlung in der Lausitz gilt.